# Alulatettix zhengi
Alulatettix zhengi är en insektsart som beskrevs av Niu, Y. 1994. Alulatettix zhengi ingår i släktet Alulatettix och familjen torngräshoppor. Inga underarter finns listade i Catalogue of Life.